# Engeland op het Europees kampioenschap voetbal 2012
Engeland was een van de deelnemende landen aan het Europees kampioenschap voetbal 2012 in Polen en Oekraïne. Het was de achtste deelname voor het land. Engeland kwalificeerde zich niet voor het vorige EK in Zwitserland en Oostenrijk (in 2008). De bondscoach is Roy Hodgson. Op 6 juni 2012 stond Engeland op de 6e plaats op de FIFA-wereldranglijst, achter Brazilië.

## Kwalificatie
Engeland was een van de 51 leden van de UEFA die zich inschreef voor de kwalificatie voor het EK 2012. Twee van die leden, Polen en Oekraïne, waren als organiserende landen al geplaatst. Engeland werd als groepshoofd ingedeeld in groep G, samen met Zwitserland (uit pot 2), Bulgarije (uit pot 3), Wales (uit pot 4) en Montenegro (uit pot 5). De nummers 1 uit elke poule kwalificeerden zich direct voor het Europees kampioenschap.
Engeland speelde acht kwalificatiewedstrijden, tegen elke tegenstander twee. In deze reeks scoorde het elftal 17 doelpunten en kreeg 5 tegendoelpunten. De ploeg eindigde op de eerste plaats en kwalificeerde zich daardoor direct.
| 3 september 2010 | Engeland    | 4 - 0 | Bulgarije   |
| 7 september 2010 | Zwitserland | 1 - 3 | Engeland    |
| 12 oktober 2010  | Engeland    | 0 - 0 | Montenegro  |
| 26 maart 2011    | Wales       | 0 - 2 | Engeland    |
| 4 juni 2011      | Engeland    | 2 - 2 | Zwitserland |
| 2 september 2011 | Bulgarije   | 0 - 3 | Engeland    |
| 6 september 2011 | Engeland    | 1 - 0 | Wales       |
| 7 oktober 2011   | Montenegro  | 2 - 2 | Engeland    |

| Land        | Wed | Win | Gel | Ver | DV | DT | +/- | Pnt |
| ----------- | --- | --- | --- | --- | -- | -- | --- | --- |
| Engeland    | 8   | 5   | 3   | 0   | 17 | 5  | +12 | 18  |
| Montenegro  | 8   | 3   | 3   | 2   | 7  | 7  | +0  | 12  |
| Zwitserland | 8   | 3   | 2   | 3   | 12 | 10 | +2  | 11  |
| Wales       | 8   | 3   | 0   | 5   | 6  | 10 | -4  | 9   |
| Bulgarije   | 8   | 1   | 2   | 5   | 3  | 13 | -10 | 5   |

## Wedstrijden op het Europees kampioenschap
Engeland werd bij de loting op 2 december 2011 ingedeeld in Groep D. Aan deze groep werden gedurende de loting Oekraïne (gastland), Frankrijk en Zweden toegevoegd. Engeland speelt zijn eerste wedstrijd tegen Frankrijk, op 11 juli. Na deze wedstrijd spelen Oekraïne en Zweden tegen elkaar.
Engeland speelt al zijn wedstrijden in de groepsfase in Polen.

### Groep D
| Land      | Wed | Win | Gel | Ver | DV | DT | +/- | Pnt |
| --------- | --- | --- | --- | --- | -- | -- | --- | --- |
| Engeland  | 3   | 2   | 1   | 0   | 5  | 3  | +2  | 7   |
| Frankrijk | 3   | 1   | 1   | 1   | 3  | 3  | 0   | 4   |
| Oekraïne  | 3   | 1   | 0   | 2   | 2  | 4  | -2  | 3   |
| Zweden    | 3   | 1   | 0   | 2   | 5  | 5  | 0   | 3   |

### Wedstrijden
|                         |           |       |             |                                                      |
| 11 juni 2012 19.00 OEZT | Frankrijk | 1 – 1 | Engeland    | Donbas Arena, Donetsk Scheidsrechter: Nicola Rizzoli |
| 11 juni 2012 19.00 OEZT | Nasri 39' |       | 30' Lescott | Donbas Arena, Donetsk Scheidsrechter: Nicola Rizzoli |

|                         |                                 |       |                                     |                                                     |
| 15 juni 2012 22.00 OEZT | Zweden                          | 2 - 3 | Engeland                            | NSK Olimpiejsky, Kiev Scheidsrechter: Damir Skomina |
| 15 juni 2012 22.00 OEZT | Johnson 49' (e.d.) Mellberg 59' |       | 23' Carroll 64' Walcott 78' Welbeck | NSK Olimpiejsky, Kiev Scheidsrechter: Damir Skomina |

Aanvangstijd 15 minuten verschoven na uitlopen Oekraïne - Frankrijk
|                         |            |       |          |                                                     |
| 19 juni 2012 21.45 OEZT | Engeland   | 1 - 0 | Oekraïne | Donbas Arena, Donetsk Scheidsrechter: Viktor Kassai |
| 19 juni 2012 21.45 OEZT | Rooney 48' |       |          | Donbas Arena, Donetsk Scheidsrechter: Viktor Kassai |

### Kwartfinale
|                         |                           |              |                                             |                                                     |
| 24 juni 2012 21.45 OEZT | Engeland                  | 0 - 0 (n.v.) | Italië                                      | NSK Olimpiejsky, Kiev Scheidsrechter: Pedro Proença |
| 24 juni 2012 21.45 OEZT |                           |              |                                             | NSK Olimpiejsky, Kiev Scheidsrechter: Pedro Proença |
| 24 juni 2012 21.45 OEZT | Strafschoppen             |              |                                             | NSK Olimpiejsky, Kiev Scheidsrechter: Pedro Proença |
| 24 juni 2012 21.45 OEZT | Gerrard Rooney Young Cole | 2 – 4        | Balotelli Montolivo Pirlo Nocerino Diamanti | NSK Olimpiejsky, Kiev Scheidsrechter: Pedro Proença |

## Selectie
In de aanloop naar het EK had Engeland te maken met veel blessures. Hierdoor moesten grote namen als Frank Lampard, Gary Cahill en Gareth Barry zich afmelden voor het Europees kampioenschap. Zij zullen worden vervangen door Phil Jagielka, Jordan Henderson en Martin Kelly.
| No. | Naam                    | Club                 | Positie      | W |   |   | D | A |   |   |   |
| --- | ----------------------- | -------------------- | ------------ | - | - | - | - | - | - | - | - |
| 1   | Joe Hart                | Manchester City FC   | Doelman      | 4 | 0 | 0 | 0 | 0 | 0 | 0 | 0 |
| 13  | Robert Green            | West Ham United FC   | Doelman      | 0 | 0 | 0 | 0 | 0 | 0 | 0 | 0 |
| 23  | Jack Butland            | Birmingham City FC   | Doelman      | 0 | 0 | 0 | 0 | 0 | 0 | 0 | 0 |
| 2   | Glen Johnson            | Liverpool FC         | Verdediger   | 4 | 0 | 0 | 1 | 0 | 0 | 0 | 0 |
| 3   | Ashley Cole             | Chelsea FC           | Verdediger   | 4 | 0 | 0 | 0 | 0 | 1 | 0 | 0 |
| 4   | Steven Gerrard          | Liverpool FC         | Middenvelder | 4 | 0 | 0 | 0 | 3 | 1 | 0 | 0 |
| 5   | Martin Kelly            | Liverpool FC         | Verdediger   | 0 | 0 | 0 | 0 | 0 | 0 | 0 | 0 |
| 6   | John Terry              | Chelsea FC           | Verdediger   | 4 | 0 | 0 | 0 | 0 | 0 | 0 | 0 |
| 7   | Theo Walcott            | Arsenal FC           | Middenvelder | 4 | 4 | 0 | 1 | 1 | 0 | 0 | 0 |
| 8   | Jordan Henderson        | Liverpool FC         | Middenvelder | 2 | 2 | 0 | 0 | 0 | 0 | 0 | 0 |
| 9   | Andy Carroll            | Liverpool FC         | Aanvaller    | 3 | 2 | 0 | 1 | 0 | 0 | 0 | 0 |
| 10  | Wayne Rooney            | Manchester United FC | Aanvaller    | 2 | 0 | 1 | 1 | 0 | 0 | 0 | 0 |
| 11  | Ashley Young            | Manchester United FC | Middenvelder | 4 | 0 | 0 | 0 | 0 | 1 | 0 | 0 |
| 12  | Leighton Baines         | Everton FC           | Verdediger   | 0 | 0 | 0 | 0 | 0 | 0 | 0 | 0 |
| 14  | Phil Jones              | Manchester United FC | Verdediger   | 0 | 0 | 0 | 0 | 0 | 0 | 0 | 0 |
| 15  | Joleon Lescott          | Manchester City FC   | Verdediger   | 4 | 0 | 0 | 1 | 0 | 0 | 0 | 0 |
| 16  | James Milner            | Manchester City FC   | Middenvelder | 4 | 0 | 3 | 0 | 0 | 1 | 0 | 0 |
| 17  | Scott Parker            | Tottenham Hotspur FC | Middenvelder | 4 | 0 | 2 | 0 | 0 | 0 | 0 | 0 |
| 18  | Phil Jagielka           | Everton FC           | Verdediger   | 0 | 0 | 0 | 0 | 0 | 0 | 0 | 0 |
| 19  | Stewart Downing         | Liverpool FC         | Middenvelder | 0 | 0 | 0 | 0 | 0 | 0 | 0 | 0 |
| 20  | Alex Oxlade-Chamberlain | Arsenal FC           | Middenvelder | 3 | 2 | 1 | 0 | 0 | 1 | 0 | 0 |
| 21  | Jermain Defoe           | Tottenham Hotspur FC | Aanvaller    | 1 | 1 | 0 | 0 | 0 | 0 | 0 | 0 |
| 22  | Danny Welbeck           | Manchester United FC | Aanvaller    | 4 | 0 | 4 | 1 | 0 | 0 | 0 | 0 |

| W | Wedstrijden        |
|   | Invalbeurten       |
|   | Gewisseld          |
| D | Doelpunten         |
| A | Assists/Voorzetten |
|   | Gele kaarten       |
|   | 2 x geel = rood    |
|   | Rode kaarten       |

1Glen Johnson maakte een eigen doelpunt in de wedstrijd tegen Zweden.
Groep A:  Polen ·  Griekenland ·  Rusland ·  Tsjechië
Groep B:  Nederland ·  Duitsland ·  Portugal ·  Denemarken
Groep C:  Spanje ·  Italië ·  Kroatië ·  Ierland
Groep D:  Oekraïne ·  Zweden ·  Frankrijk ·  Engeland
FA · A-internationals · Selecties · Bondscoaches · Engels vrouwenelftal · Brits olympisch elftal · Engeland -21 · Engeland -20 · Engeland -19 · Engeland -18 · Engeland -17 · Engeland -16 · Vrouwen -17
1872 – 1899 ·
1900 – 1919 ·
1920 – 1929 ·
1930 – 1939 ·
1940 – 1949 ·
1950 – 1959 ·
1960 – 1969 ·
1970 – 1979 ·
1980 – 1989 ·
1990 – 1999 ·
2000 – 2009 ·
2010 – 2019 ·
2020 − 2029
EK's: 1968 ·
1980 ·
1988 ·
1992 ·
1996 ·
2000 ·
2004 ·
2012 · 
2016 · 
2020 · 
2024
WK's: 1950 ·
1954 ·
1958 ·
1962 ·
1966 ·
1970 ·
1982 ·
1986 ·
1990 ·
1998 ·
2002 ·
2006 ·
2010 ·
2014 ·
2018 · 
2022
Albanië ·
Algerije ·
Andorra ·
Argentinië ·
Australië ·
Azerbeidzjan ·
België ·
Bosnië en Herzegovina ·
Brazilië ·
Bulgarije ·
Canada ·
Chili ·
China ·
Colombia ·
Costa Rica ·
Cyprus ·
Denemarken ·
DDR · 
Duitsland ·
Ecuador ·
Egypte ·
Estland ·
Finland ·
Frankrijk ·
Georgië ·
Ghana ·
GOS ·
Griekenland ·
Honduras ·
Hongarije ·
Ierland ·
IJsland · 
Iran ·
Israël ·
Italië ·
Ivoorkust ·
Jamaica ·
Japan ·
Joegoslavië ·
Kameroen ·
Kazachstan ·
Koeweit ·
Kosovo ·
Kroatië ·
Liechtenstein ·
Litouwen ·
Luxemburg ·
Maleisië ·
Malta ·
Marokko ·
Mexico ·
Moldavië ·
Montenegro ·
Nederland ·
Nieuw-Zeeland ·
Nigeria ·
Noord-Ierland ·
Noord-Macedonië ·
Noorwegen ·
Oekraïne ·
Oostenrijk ·
Panama · 
Paraguay ·
Peru · 
Polen ·
Portugal ·
Roemenië ·
Rusland ·
San Marino · 
Saoedi-Arabië ·
Schotland ·
Senegal ·
Servië ·
Servië en Montenegro · 
Slovenië ·
Slowakije ·
Sovjet-Unie ·
Spanje ·
Trinidad en Tobago ·
Tsjechië ·
Tsjecho-Slowakije ·
Tunesië ·
Turkije ·
Uruguay ·
Verenigde Staten ·
Wales ·
Wit-Rusland ·
Zuid-Afrika ·
Zuid-Korea ·
Zweden ·
Zwitserland
Algerije (2010) · 
Argentinië (1986) · 
Argentinië (1998) · 
Argentinië (2002) · 
België (1990) · 
België (2018, 1) · 
België (2018, 2) · 
Brazilië (2002) · 
Colombia (1998) ·
Colombia (2018) ·
Costa Rica (2014) ·
Denemarken (2002) ·
Denemarken (2021) · 
Duitsland (2000) ·
Duitsland (2010) ·
Duitsland (2021) ·
Ecuador (2006) ·
Egypte (1990) ·
Frankrijk (1982) ·
Frankrijk (2012) ·
Frankrijk (2022) ·
Ierland (1990) · 
IJsland (2016) ·
Italië (1990) · 
Italië (2012) · 
Italië (2014) · 
Italië (2021) · 
Kameroen (1990) · 
Koeweit (1982) · 
Kroatië (2018) ·
Kroatië (2021) · 
Marokko (1986) · 
Nederland (1990) · 
Nigeria (2002) · 
Oekraïne (2012) · 
Oekraïne (2021) ·
Panama (2018) · 
Paraguay (1986) · 
Paraguay (2006) · 
Polen (1986) · 
Portugal (1986) · 
Portugal (2000) · 
Portugal (2006) · 
Roemenië (1998) ·
Roemenië (2000) ·
Rusland (2016) ·
Schotland (2021) ·
Senegal (2022) ·
Slovenië (2010) ·
Slowakije (2016) ·
Spanje (1982) ·
Spanje (2024) ·
Trinidad en Tobago (2006) ·
Tsjechië (2021) ·
Tsjecho-Slowakije (1982) ·
Tunesië (1998) ·
Tunesië (2018) ·
Uruguay (2014) ·
Verenigde Staten (2010) ·
Wales (2016) · 
West-Duitsland (1966) ·
West-Duitsland (1982) ·
West-Duitsland (1990) ·
Zweden (2002) ·
Zweden (2006) · 
Zweden (2012)